# クリストフ・シェスヴェンター
クリストフ・シェスヴェンター（Christoph Schösswendter、1988年7月16日 - ）はオーストリア・ツェルアムゼー出身の元サッカー選手、サッカー指導者。現役時代のポジションはディフェンダー・センターバック。

## 経歴
7歳で地元のFCピンツガウ・ザールフェルデンに入団。2008年にオーストリア・レギオナルリーガ中部に属する1. FC Vöcklabruckに移籍。初年度でリーグ優勝し、エアステリーガへの昇格を果たした。
2009年、オーストリア・ブンデスリーガに属する名門SKラピード・ウィーンに移籍。
2009-10年シーズンは同クラブのセカンドチームで主力として活躍したものの、リーグ屈指の強豪の一つであるSKラピード・ウィーンのトップチームでの試合出場はこの時点ではまだ厳しく、翌シーズンには試合経験を積ませるために当時エアステリーガに属していたFCルステナウにレンタルされた。
2011-12年シーズンからは同じくエアステリーガに属したSCラインドルフ・アルタッハに移籍、1年半で46試合に出場し4得点4アシストを記録した。
2012-13年シーズンのウィンターブレイク中にオーストリア・ブンデスリーガに属するFCアドミラ・ヴァッカー・メードリングに移籍。2013年2月16日にブンデスリーガでのデビューを果たす。2015－16年シーズンでは主将を務めた。
2016年夏、古巣のSKラピード・ウィーンに復帰した（契約は2019年6月まで）。シーズン開幕戦よりセンターバックとして主力に定着し2016年7月28日にはUEFAヨーロッパリーグでのデビューを果たした。
2017年より、1.FCウニオン・ベルリンに移籍した。
2019年1月12日、アドミラ・ヴァッカー・メードリングに復帰した。
2020年10月19日、FKアウストリア・ウィーンに移籍した。
2022年1月22日、FCブラウヴァイス・リンツに移籍した。
2024年4月、選手を引退してFCブラウヴァイス・リンツのスポーティングディレクターに就任することが発表された。

## プレースタイル
空中戦や1対1に強く、195cmの身長を生かしてセットプレーから多くの得点やアシストを決めた。2017時点の報道では、アンドレアス・ヘルツォークから「リーグで最も攻撃力のあるセンターバック」と評されていた。
基本不動のセンターバックだが、チーム事情によってはボランチとして出場したり、試合終盤にはターゲットプレーターとしてセンターフォワードのポジションで起用されることもあった。

## 代表歴
U20オーストリア代表に招集されたことがあるが、A代表には招集されなかった。